# Miami Heat 1990-1991
La stagione 1990-91 dei Miami Heat fu la 3ª nella NBA per la franchigia.
I Miami Heat arrivarono sesti nella Atlantic Division della Eastern Conference con un record di 24-58, non qualificandosi per i play-off.

## Risultati
| Squadra            | V  | P  | %    | GB |
| ------------------ | -- | -- | ---- | -- |
| Boston Celtics     | 56 | 26 | 68,3 | -  |
| Philadelphia 76ers | 44 | 38 | 53,7 | 12 |
| N.Y. Knicks        | 39 | 43 | 47,6 | 17 |
| Orlando Magic      | 31 | 51 | 37,8 | 24 |
| Washington Bullets | 30 | 52 | 36,6 | 26 |
| N.J. Nets          | 26 | 56 | 31,7 | 30 |
| Miami Heat         | 24 | 58 | 29,3 | 32 |

## Roster
| N° | Naz.                   | Ruolo | Sportivo        | Anno | Alt. | Peso \|\| |
| -- | ---------------------- | ----- | --------------- | ---- | ---- | --------- |
| 2  | Stati Uniti (bandiera) | GA    | Keith Askins    | 1967 | 201  | 89        |
| 4  | Stati Uniti (bandiera) | C     | Rony Seikaly    | 1965 | 211  | 104       |
| 11 | Stati Uniti (bandiera) | G     | Sherman Douglas | 1966 | 183  | 82        |
| 12 | Stati Uniti (bandiera) | G     | Bimbo Coles     | 1968 | 185  | 82        |
| 20 | Stati Uniti (bandiera) | G     | Jon Sundvold    | 1961 | 188  | 77        |
| 21 | Stati Uniti (bandiera) | G     | Kevin Edwards   | 1965 | 191  | 86        |
| 25 | Stati Uniti (bandiera) | A     | Milt Wagner     | 1963 | 196  | 84        |
| 33 | Stati Uniti (bandiera) | AC    | Alec Kessler    | 1967 | 211  | 104       |
| 34 | Stati Uniti (bandiera) | GA    | Willie Burton   | 1968 | 203  | 95        |
| 41 | Stati Uniti (bandiera) | A     | Glen Rice       | 1967 | 201  | 98        |
| 43 | Stati Uniti (bandiera) | A     | Grant Long      | 1966 | 203  | 102       |
| 44 | Stati Uniti (bandiera) | AC    | Terry Davis     | 1967 | 206  | 102       |
| 53 | Stati Uniti (bandiera) | C     | Alan Ogg        | 1967 | 218  | 109       |
| 55 | Stati Uniti (bandiera) | A     | Billy Thompson  | 1963 | 201  | 88        |

## Staff tecnico
- Allenatore: Ron Rothstein
- Vice-allenatori: Tony Fiorentino, Dave Wohl